# ناصر الدولة بن حمدان
ناصر الدولة بن حمدان كان من نسل السلالة الحمدانية، بعد سقوط الدولة الحمدانية عمل مع الفاطميين، وأصبح قائدًا عسكريًا في الدولة الفاطمية وعمل حاكمًا لدمشق في الفترة 1041-1048 خلفًا لأنوشتكين الدزبري. ولعب دورًا قياديًا في الحرب الأهلية 1067–73 بين القوات التركية والنوبية الفاطميين كقائد للقوات التركية، وطلب مساعدة السلاجقة وحتى حاول إلغاء الخليفة الفاطمي المستنصر وإعادة الولاء للعباسيين، ونجح في أن يصبح سيدًا في القاهرة، ولكن نهب الأتراك القصر والخزانة. أدى نظامه المستبد بشكل متزايد إلى الانقسام وأُطيح به، لكنه تمكن من استعادة السيطرة على القاهرة في فبراير 1071. وانتهى حكمه بمقتله وعائلته في مارس أو أبريل 1073. واستمرت الظروف الفوضوية في البلاد حتى طلب المستنصر المساعدة من حاكم فلسطين بدر الدين الجمالي في أواخر عام 1073.

## استيلاؤه على مصر
ذكر المُؤرِّخ أبو الفداء إسماعيل بن علي بن محمود الأيُّوبي في مُؤلَّفه حامل عنوان «المُختصر في أخبار البشر»، أنَّ بني حمدان لمَّا سقطت دولتهم في حلب، انتقل قسمٌ منهم إلى مصر مع الجُيُوش الفاطميَّة، وفي عهد الخليفة أبي تميم معد بن عليّ المُستنصر بالله كانت نهايتهم. ففي تلك الفترة كان ناصر الدولة بن حمدان، وهو من أحفاد ناصر الدولة مُؤسس الإمارة الحمدانيَّة، قد تولَّى منصبًا قياديًّا عسكريًّا في الجيش الفاطمي، وأصبح من كبار القادة العسكريين في مصر، فلمَّا تسلَّطت والدة الخليفة المُستنصر على الحُكم في الدولة، انقسم الجيش والقادة، فصار العبيدُ الزُنُوج حزبًا والمماليك التُرك حزبًا آخر وجرت بينهم حُرُوب، واجتمع التُرك إلى ناصر الدولة المذكور، وجرت بينهم وبين العبيد عدَّة وقعات، وحاصر ناصر الدولة القاهرة وقطع عنها الميرة (المؤونة) حتَّى أجبر الخليفة الفاطمي على الاستسلام له، فدخل المدينة وشتَّت من كان بها من العبيد في البلاد، واستبدَّ بِالحُكم، وبالغ في إهانة المُستنصر، وحجَّم نُفُوذه بِشكلٍ كبير، ويبدو أنَّ غرضه كان إعادة الخطبة لِلخليفة العبَّاسي وإسقاط الخِلافة الفاطميَّة، ففطن بِفعلهِ قائدٌ تُركيٌّ كبير واتفق مع جماعةٍ من الجُند والقادة على قتل ناصر الدولة قبل أن يستفحل خطره، فقصدوه في داره وضربوه بِالسُيُوف حتَّى مات، ثُمَّ قتلوا أخاه، وتتبَّعوا كُل من كان بِمصر من بني حمدان فقتلوهم عن آخرهم، وكان ذلك سنة 465هـ.